# Cupanoscelis latitibialis
Cupanoscelis latitibialis là một loài bọ cánh cứng trong họ Cerambycidae.